# Nossa Senhora da Consolação

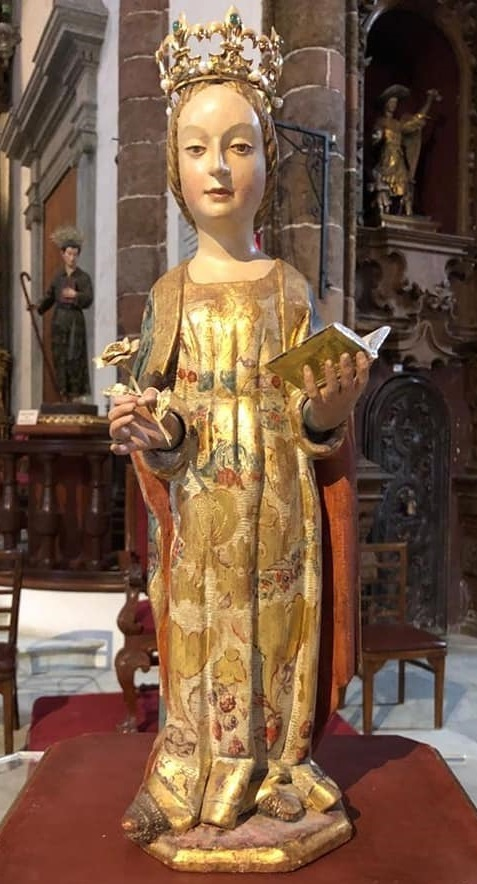
Imagem original da Virgem da Consolação, a santa padroeira de Santa Cruz de Tenerife.

Nossa Senhora da Consolação é uma antiga devoção mariana da Igreja Católica Apostólica Romana que se diz vir dos tempos dos Santos Apóstolos. A tradição narra que Santa Mónica de Tagaste, a mãe de Santo Agostinho, recorria a Nossa Senhora nas desolações provocadas por seu marido e depois com a vida desregrada do filho Agostinho, de temperamento difícil, que insistia em ficar longe da religião.